# Adolf Kozieradzki

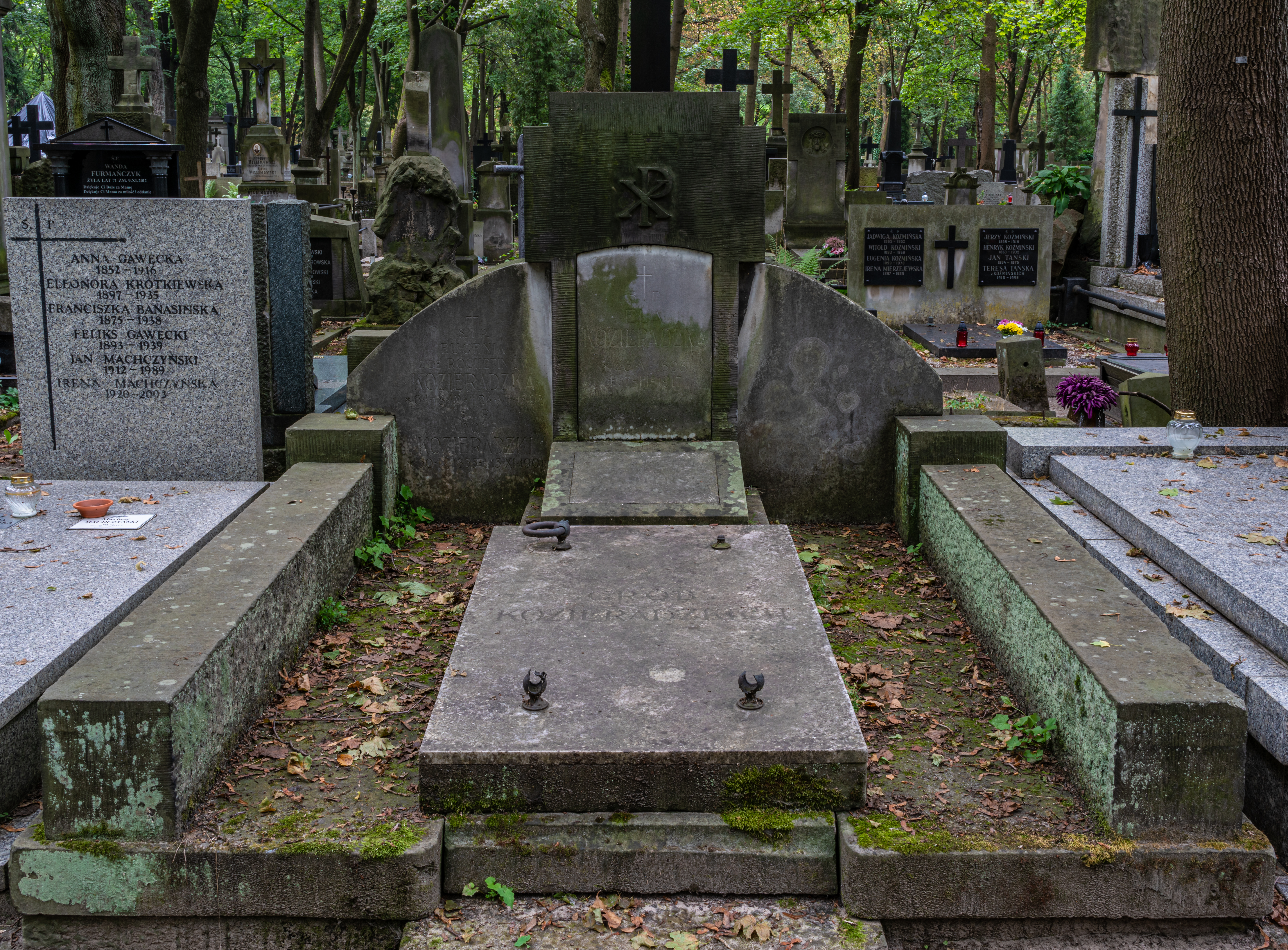
Grób Adolfa Kozieradzkiego na cmentarzu Powązkowskim

Adolf Kozieradzki, właśc. Adolf Kosieradzki (ur. 18 czerwca lub 30 września 1835 w Sokołowie Podlaskim, zm. 14 listopada 1901 w Warszawie) – polski śpiewak (bas) i reżyser przedstawień operowych.
Był młodszym bratem Emilii Kozieradzkiej. Naukę śpiewu pobierał u Jana Ludwika Quattriniego, zadebiutował w 23 lipca 1859 na scenie Warszawskiego Teatru Rozmaitości śpiewając partię Rudolfa w Lunatyczce. 24 sierpnia tego samego roku partią Króla w Dianie de Solanges zapewnił sobie angaż w Warszawskim Teatrze Rozmaitości i występował tam z przerwami do 1894. W 1872 został reżyserem opery włoskiej w teatrach Moskwy i Petersburga i zajmował to stanowisko przez siedem lat. Po powrocie do Warszawy w 1880 został reżyserem operetki w Teatrze Małym, dwa lata później był drugim reżyserem oper wystawianych w Warszawskim Teatrze Rozmaitości, reżyserował wystawioną 5 lipca 1882 Carmen. Na emeryturę przeszedł z końcem 1894.
Jako reżyser wystawił na warszawskiej scenie polskie premiery Tannhäusera, Noego i Manon.
Pierwszy odtwórca roli Miecznika w operze Stanisława Moniuszki Straszny dwór.
Pochowany na cmentarzu Powązkowskim (kwatera Z-4-7/8).